# Кризис беженцев рохинджа (2015)
Кризис беженцев рохинджа относится к массовой миграции тысяч людей народа рохинджа из Мьянмы и Бангладеш в 2015 году, прозванных международными средствами информации «людьми в лодках». Почти все, кто бежал, отправились в страны Юго-Восточной Азии, такие как Малайзия, Индонезия, Филиппины и Таиланд, на шатких лодках через воды Малаккского пролива и Андаманского моря.
По оценкам Управления Верховного комиссара ООН по делам беженцев, 25000 человек были переправлены торговцами людьми на лодках с января по март 2015 года. Согласно заявлениям, во время переправы примерно 100 человек погибли в Индонезии, 200 в Малайзии и 10 в Таиланде, после того, как работорговцы оставили их в море.
В октябре 2015 года исследователи из Международной Инициативы по Борьбе с Преступностью Лондонского университета королевы Марии опубликовали отчёт, составленный на основе раскрытых правительственных документов, свидетельствующий об увеличении «изоляции, случайной резни, ограничений на передвижение» по отношению к народу рохинджа. Исследователи предполагают, что правительство Мьянмы является заключительной стадией организованного геноцида рохинджа, и призывают международное сообщество исправить ситуацию как таковую.

## Предпосылки

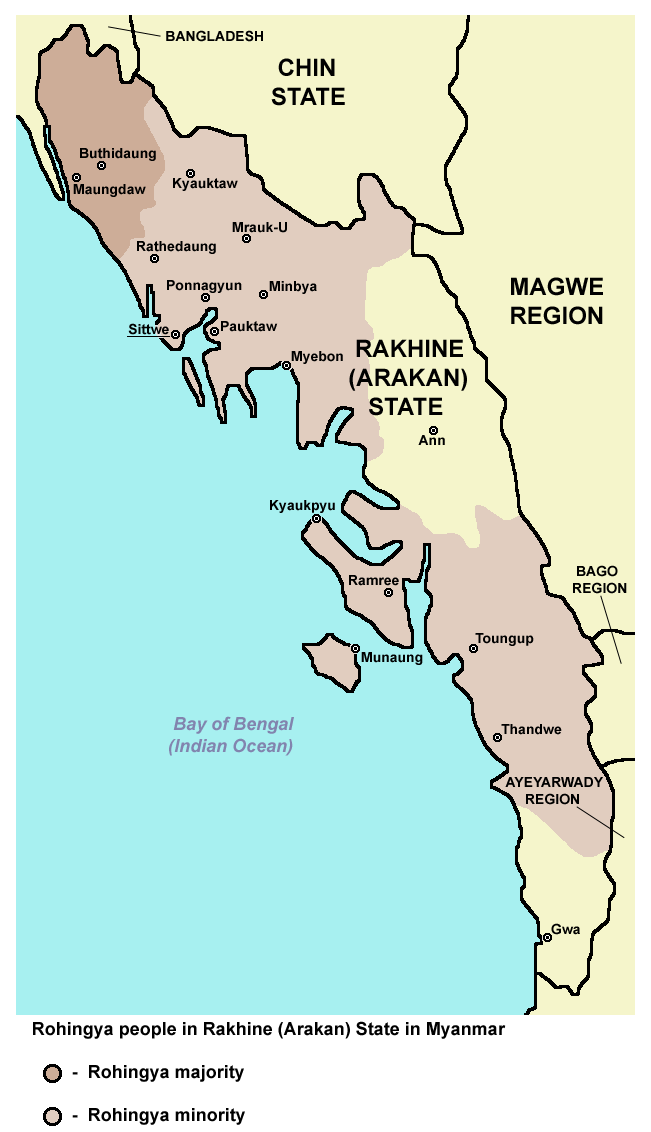
Народ рохиджа в штате Ракхайн

Народ рохинджа — это мусульманское меньшинство, проживающее в штате Ракхайн, ранее известном как Аракан. Люди рохинджа считаются «лицами без гражданства», так как правительство Мьянмы отказывается признавать их в качестве одной из этнических групп страны. По этой причине рохинджа не имеют правовой защиты от правительства Мьянмы. Они считаются просто беженцами из Бангладеш и сталкиваются с сильной враждебностью в стране: их часто описывают как самых преследуемых людей в мире. Чтобы избежать тяжёлой ситуации в Мьянме, рохинджа пытаются незаконно въехать в страны Юго-Восточной Азии, прося гуманитарную поддержку со стороны потенциальных принимающих стран.
1 мая 2015 года около 32 неглубоких могил было обнаружено на отдалённой скалистой горе в Таиланде, в так называемой «зоне ожидания» для нелегальных мигрантов, где они тайком переправлялись через границу в Малайзию. Мигрант из Бангладеш был найден в могиле живым и затем отправлен на лечение в местную больницу, как сообщают новостные агентства Таиланда. Однако 22 мая 2015 года военно-морские силы Мьянмы спасли 208 мигрантов из моря. После проверки они подтвердили, что приехали из Бангладеш. В столице националисты устроили протесты, призывая международное сообщество прекратить обвинять Мьянму в кризисе рохинджа.
24 мая 2015 года малайзийская полиция обнаружила 139 подозрительных могил в нескольких заброшенных лагерях, которые использовались торговцами людьми на границе с Таиландом. В них, полагают, находятся тела мусульман рохинджа, бежавших из Мьянмы.
Мусульмане рохинджа бегут из Мьянмы тысячами. Поскольку рохинджа считаются незаконными бенгальскими иммигрантами и им было отказано в признании их религии правительством Мьянмы, преобладающая часть населения Ракхайна отвергает название «рохинджа» и преследует этот народ. Закон о гражданстве 1982 года отвергает гражданский статус мусульман рохинджа, несмотря на то, что люди живут там несколько поколений. Рохинджа бегут из Мьянмы из-за ограничений и правил, установленных правительством. Ограничения налагаются на: «брак, планирование семьи, трудоустройство, образование, выбор вероисповедования и свободу передвижения». Такая дискриминация объясняется их этническим происхождением. Население Мьянмы вынуждено терпеть все растущую нищету: более 78 % семей живут за чертой бедности. Это также послужило тому, что напряжённость между рохинджа и другими религиозными группами вылилась в конфликт. Насилие и беспорядки начались в 2012 году. Первый инцидент произошёл, когда группа мужчин рохинджа была обвинена в изнасиловании и убийстве буддийской женщины. Буддистские националисты ответили убийствами и поджогами домов рохинджа. Люди со всего мира начали называть этот кризис и кровопролитие «кампанией этнических чисток». Также как японцы в Америке, представители рохинджа были помещены в лагеря для интернированных. В настоящее время в них все ещё проживает более 120000 человек. Много лет рохинджа сталкиваются с дискриминацией и преследованием и продолжают бежать в другие страны в поисках убежища. В 2015 году более чем 40 представителей народа рохинджа были убиты в деревне Ду Чи Яр Тан местными жителями, подтверждает ООН. Среди найденных останков были 10 отрубленных голов в резервуаре для воды, в том числе детей. Люди рохинджа продолжают подвергаться религиозным преследованиям и, на сегодняшний день, по-прежнему не имеют никаких прав или гражданства на своей родине.

## Статистика
Бангладеш является местом жительства для 32 000 зарегистрированных беженцев рохинджа, которые укрылись в двух лагерях в юго-восточном районе Кокс-Базар. Агентство Франс-Пресс сообщило, что в мае 2015 года другие 200 000 незарегистрированных беженцев рохинджа проживали в Бангладеш, большинство из них рядом с двумя официальными лагерями.
Согласно агентству Рейтер, более чем 140 000 из, по оценкам, от 800 000 до 1 000 000 рохинджа, были вынуждены искать убежище в лагерях перемещения после беспорядков в Ракхайне в 2012 году. Чтобы избежать систематического насилия и преследования в Мьянме, примерно 100 000 человек с того времени покинули лагеря.
В конце мая 2015 года около 3000-3500 беженцев рохинджа, отправившихся из Мьянмы и Бангладеш в другие страны Юго-Восточной Азии, были спасены или доплыли до берега, в то время как несколько тысяч, по предположениям, оказались в ловушке на лодках, плывущих по морю, с ограниченным количеством еды и воды.
Количество беженцев рохинджа в США значительно выросло с 2014 года. В 2015 году число беженцев из Мьянмы возросло от 650 до 2573. Другие 2173 беженца рохинджа прибыли в 2016 году. Президент Обама снял санкции, изначально введённые в отношении Мьянмы, что позволило США помочь большему количеству беженцев.
Миграция в Соединённые Штаты из Азии резко возросла, после того, как в 1965 году был приняты закон об иммиграции и гражданстве. С этими двумя актами была отменена квота для иммигрантов, и азиаты и арабы снова могли приезжать в США. Сегодня наибольшее число иммигрантов и беженцев рохинджа в США можно найти в Чикаго, штат Иллинойс.

## Реакция

### Малайзия
Изначально Малайзия отказалась предоставлять какое-либо убежище людям, достигающим её берега, но согласилась «снабдить провизией и отправить обратно».
Позже Малайзия и Индонезия согласились предоставить временное убежище народу рохинджа.

### Индонезия
Индонезия, одновременно с Малайзией согласилась предоставить временное убежище рохинджа.
Министр иностранных дел Австралии Джули Бишоп заявила о том, что Индонезия считает, что только 30-40 % из тех, кто был в море, — рохинджа, а остальные, в основном, были «нелегальными рабочими» из Бангладеш

### Таиланд
Таиланд заявил, что предоставит гуманитарную помощь и не будет отсылать обратно лодки, которые пожелают войти в его территориальные воды.

### Филиппины
Правительство Филиппин выразило намерение предоставить убежище для 3000 «людей в лодках» из Мьянмы и Бангладеш. Будучи участником Конвенции 1951 года о статусе беженцев, страна соблюдает нормы международного права и собирается оказывать помощь беженцам. Дворец Малакаланг также отметил в заявлении, что этот шаг является следующим после предоставления убежища и помощи вьетнамцам в лодках, бежавших из Вьетнама во второй половине 1970-х.

### Гамбия
Правительство Гамбии также выразило свою озабоченность и желание принять людей в лодках, заявив, что «священный долг — помогать смягчать невыразимые трудности и страдания, с которыми сталкиваются люди».

### Бангладеш
Премьер-министр Бангладеш Шейх Хасина назвала мигрантов своей страны «психически больными» и сказала, что они могли бы жить лучшей жизнью в Бангладеш, пожаловавшись, что они дискредитируют Бангладеш своим уездом.
Вскоре после этого, правительство Бангладеш объявило о планах по переселению 32000 зарегистрированных беженцев рохинджа, которые провели несколько лет в лагерях рядом с границей с Мьянмой (200 000 других незарегистрированных беженцев официально не входили в правительственный план переселения). Первоначально, остров Тенгар Чар, в 18 милях к востоку от острова Хатия, как сообщается, был выбран для переселения. В последующем докладе было указано, что на острове Хатия отведено 200 гектаров земли, в девяти часах езды от лагерей по суше и морю от лагерей.
Мухаммед Ислам, лидер рохинджа, живущий в одном из лагерей, попросил правительство Бангладеш пересмотреть своё решение, сославшись на огромные страдания, которые уже пережили перемещённые рохинджа, и настаивал на том, чтобы правительство и международные организации решили будущее рохинджа, пока они остаются в текущих лагерях. Агентство ООН по делам беженцев, которое помогает лагерным беженцам с 1991 года, заявило, что для того, чтобы такое перемещение было успешным, оно должно быть добровольным.

### Соединённые Штаты Америки
Государственный Департамент США выразил намерение принять беженцев рохинджа в рамках международных усилий.
Затем, 2 июня 2015 года, президент США Барак Обама призвал Мьянму прекратить дискриминацию меньшинства рохинджа.
С 2002 года США приняли 13000 беженцев из Мьянмы. Чикаго имеет одну из самых больших общин рохинджа в Соединённых Штатах. Беженцы нашли убежище в Чикаго, но им все ещё приходится сталкиваться с тяжёлой жизнью лицом к лицу. Иммигранты-дети, чьи родители не с ними, быстро становятся членами чикагских банд. Чикаго также является «столицей» страны по количеству убийств: более 500 в год.